# 波哥大领蜂鸟
波哥大领蜂鸟(学名:Heliangelus zusii)又名祖氏领蜂鸟，是哥伦比亚特有的一种蜂鸟。

## 体征
波哥大领蜂鸟的飞羽呈亮紫色和黑色，鸟冠和颏部呈亮绿色。

## 历史
波哥大领蜂鸟现时仅有一具于1909年在哥伦比亚波哥大购得的皮毛标本，目前普遍认为这具标本是于安第斯山脉的东部或中部采集到的。由于此后再未见到它们，它们的有效性受到质疑。在2011年于Rogitama捕获到了一只与波哥大领蜂鸟形态相似的蜂鸟混种，这证实了波哥大领蜂鸟可能是长尾蜂鸟（Aglaiocercus kingii）与一种种类未确认的蜂鸟间的混种。于2010年和2017年的研究认为它们是一种混种，而国际鸟类学家联盟将它们并入到长尾蜂鸟中。但其他的分类机构，如美国鸟类学会，依然认为它们是一个有效的物种。

## 分布与栖息地
波哥大领蜂鸟的分布和栖息地不明，它们可能是哥伦比亚的特有种。领蜂鸟属其他成员的栖息地通常位于海拔1200米-3400米的云林和灌木林，该物种可能更接近于长尾蜂鸟属和灰嘴慧星蜂鸟，所以它们的栖息地可能位于委内瑞拉西北部至秘鲁北部海拔3200米潮湿或半干旱的栖息地。

## 保护状况
波哥大领蜂鸟现时仅有一具于1909年在哥伦比亚波哥大购得的模式标本，自从后便未见到。目前哥伦比亚东部和安第斯山脉中部的栖息地都已广泛地退化，特别是在波哥大领蜂鸟假定的分布范围，但它们可能仍有少数个体生存。现时，由于对波哥大领蜂鸟的了解甚少，加上它们的种群数量及趋势和所受威胁不明，它们被国际自然保护联盟列为数据缺乏。